# Kunstkompass
Il Kunstkompass o Kunst Kompass (in italiano Bussola dell'Arte) è una classifica annuale stilata in Germania degli artisti contemporanei internazionali più richiesti. È stata ideata per la prima volta nel 1970 da Willy Bongard, e pubblicata alla fine di ogni anno sulla rivista tedesca Capital fino al 2007. Da aprile 2015 viene pubblicata sulla rivista Weltkunst.
Il Kunstkompass è un parametro che può fornire informazioni significative per la comprensione della formazione dei prezzi nel mercato dell'arte.
Cento artisti contemporanei viventi vengono classificati annualmente per il Kunstkompass in base al numero di esposizioni, ciascuna delle quali è valutata in maniera differente. Ad esempio una mostra al Museum of Modern Art di New York viene considerata di maggiore rilevanza rispetto ad una mostra presso una galleria di Düsseldorf. Per ciascuno dei cento artisti vengono indicati i dettagli sulle vendite all'asta e le caratteristiche delle opere che vengono forniti dalla Guida Mayer, il dizionario delle aste internazionali, a partire dal 1987.

## Inquadramento generale
In passato "la consacrazione commerciale di un artista avveniva prima a livello istituzionale" o attraverso storici e critici d'arte, e solo successivamente "da parte degli operatori commerciali e dei collezionisti che, agendo sul prezzo di ciascuna opera, non incidevano sul riconoscimento del valore artistico intrinseco dell’opera stessa o del suo autore, ma solo sul valore d’acquisto". Dalla fine del XX secolo, al contrario, "quasi sempre è il mercato a influenzare il mondo istituzionale o le valutazioni dello storico dell’arte". "Come il mercato di borsa, anche quello dell’arte si distingue in primario e secondario: il primario è quello in cui lo scambio di opere d’arte avviene tra il produttore-artista e il primo acquirente, in genere il gallerista e il collezionista o committente; il secondario è quello avente per oggetto le successive transazioni dello stesso bene che, dal primo acquirente, transita ai successivi proprietari attraverso una serie di passaggi mediante vendite pubbliche o private".
"Parte dell'attuale importanza dell'arte contemporanea nel mercato secondario è dovuta al fatto che le migliori opere appartenenti ad altri periodi artistici stanno scomparendo dal mercato". "Data la sempre maggior consapevolezza della scarsità di opere d'arte di qualità (...) l'arte contemporanea ha finito per diventare il segmento più richiesto del mercato dell'arte", anche per "il ruolo sempre minore che l'estetica ricopre nel giudizio sull'arte". "Chi sono dunque i grandi artisti contemporanei? (...) Dipende a chi [si] fa questa domanda": "galleristi, esperti di case d'aste e altri professionisti del mondo dell'arte" propongono classifiche differenti.
"Per definire il valore commerciale di un'opera d'arte contemporanea di un artista effettivamente presente sul mercato, si prendono normalmente in considerazione specifici fattori di ordine quantitativo e qualitativo, associati fra loro. Questi funzionano da indicatori del prezzo". "Per quello che riguarda la produzione pittorica, ancora di gran lunga la più praticata dagli artisti, è possibile delineare una gerarchia abbastanza chiara dell'importanza delle tecniche dal punto di vista del mercato. Importante, per la definizione dei prezzi, è anche la misura delle opere, per cui si utilizza una speciale tabella a punti". "Più problematica è invece la definizione di parametri comuni di riferimento per i lavori realizzati con materiali, tecniche e modalità di installazione sperimentali". "Un altro fattore determinante per la quotazione di qualsiasi genere di opera d'arte è la data di esecuzione". "Oltre a tutto ciò, bisogna aggiungere un'altra considerazione relativa al rapporto fra valore qualitativo e valore commerciale". "Quanto si è detto risulta chiaramente, per esempio, nella classifica dei migliori cento artisti internazionali in attività, stilata ogni anno da Kunst Kompass".

## Storia
L'ideatore Willy Bongard, giornalista d'arte e di economia, ha realizzato questo "indicatore di fama" dal 1970 al 1983, pubblicandolo annualmente sulla rivista d'arte Art aktuell e sul periodico di economia Capital.
Su Capital nell'ottobre 1970 si dichiara che lo scopo del sistema ideato da Bongard è semplificare l'orientamento del mercato dell'arte contemporanea, al fine di renderlo più trasparente attraverso criteri oggettivi che facilitino la valutazione degli artisti contemporanei. Il primo passo in tal senso è lo sviluppo del Kunstkompass attraverso la classificazione richiesta a centosei esperti d'arte tedeschi e svizzeri, cui erano stati appositamente inviate liste delle maggiori esposizioni in musei e gallerie, ed ai quali era stato chiesto di indicare la maggiore o minore rilevanza degli elementi elencati. A ciò si aggiunge la richiesta di determinare l'importanza dei vari artisti in riferimento alla qualità, al grado di innovazione ed al carisma.
Alle critiche ricevute, fra cui quelle di Clement Greenberg, che esprime dubbi in relazione all'obiettività della classifica, Willi Bongard risponde di avere raccolto una serie di pietre miliari per la valutazione oggettiva attraverso l'analisi della fruizione dell'arte, sia pure senza raggiungere alti livelli di scientificità. Bongard riconosce tuttavia che il valore reale dell'opera di un artista emerge in un lasso di tempo più lungo rispetto a quello dell'analisi condotta.
Per ogni edizione del Kunstkompass Bongard amplia la cerchia di galleristi e di artisti contattati, aumentando anche il numero dei parametri utilizzati. Nel 1980, 1984 e 1987, la Bussola dell'Arte viene affiancata dal Kunstatlas per includere gli artisti più giovani, svantaggiati rispetto a quelli più anziani. L'idea viene tuttavia ben presto accantonata, in quanto risulta essere soltanto una complicazione anziché un'agevolazione, e le due classifiche vengono riunite.
Dal 1970 al 1984 si contano 375 artisti nel Kunstkompass e nel Kunstatlas, ma soltanto nel 1990 per la prima volta il numero delle artiste aumenta rispetto al passato. Nel 2006 gli artisti sono rappresentati per circa il 79% da uomini di un'età media di 57 anni.  Nell'edizione 2006 sono rappresentate 21 nazionalità. Nel corso degli anni ottanta la classifica si evolve costantemente a causa dei rapidi mutamenti nelle carriere degli artisti, nessuno dei quali di conseguenza appare più di una volta nel Kunstkompass.
Dopo la morte di Bongard, avvenuta nel 1985 a causa di un incidente d'auto, l'iniziativa viene portata avanti dalla moglie Linda Rohr Bongard, giornalista, critica d'arte ed artista a propria volta, allieva di Joseph Beuys. Dal 2008 al 2014 Kunstkompass è stato pubblicato sulla rivista Manager Magazin.

## Metodo
La "classifica attribuisce ad ogni artista un punteggio calcolato attraverso la correlazione di dati relativi alle quotazioni medie di opere rappresentative ed all'entità quantitativa e qualitativa dei riconoscimenti culturali (mostre nei musei più prestigiosi, presenze a grandi manifestazioni espositive, acquisti alle aste, presenza nelle collezioni private più importanti, pubblicazioni monografiche, servizi sulle migliori riviste specializzate)". Per ogni artista viene riportato il giudizio relativo al prezzo delle opere in rapporto della sua reputazione culturale.
L'analisi inoltre mostra che gli artisti più quotati realizzano vendite maggiori rispetto a quelli le cui opere hanno prezzi più bassi. Di conseguenza gli artisti con le quotazioni maggiori godono di una reputazione più solida sulla scena internazionale dell'arte. Damien Hirst è uno dei pochi artisti viventi in grado di raggiungere aste da milioni di dollari.
Per il Kunstkompass vengono valutate e giudicate mostre personali allestite in oltre 200 importanti musei e luoghi d'arte internazionali, la partecipazione ad oltre 120 prestigiose esposizioni collettive come la Biennale di Venezia e recensioni in rinomate riviste d'arte quali Art, Flash Art, Kunstforum international, Art in America. Ne derivano, come accreditamento della fama, gli acquisti da parte di musei importanti. Non vengono considerate valutazioni soggettive come qualità, impegno intellettuale, estetica.
Classifiche aggiuntive forniscono informazioni sui vincitori, e sugli spostamenti da un anno all'altro all'interno delle classifiche. Agli "immortali" come Joseph Beuys o Andy Warhol è riservata nell'Olimpo una sezione particolare.
Le opere d'arte vengono suddivise a seconda dei media utilizzati: pittura, disegno, acquerello, stampa, fotografia, scultura, altro (video ecc.). Molti artisti utilizzano più di un tipo di espressione artistica. I dipinti realizzano le maggiori quotazioni.

## Classifiche disponibili
Si riportano i primi cinque artisti classificati nelle annate reperibili.

### Kunstkompass 1970
| Posizione | Nome                | Nazione               |
| --------- | ------------------- | --------------------- |
| 1         | Robert Rauschenberg | Stati Uniti d'America |
| 2         | Victor Vasarely     | Francia               |
| 3         | Lucio Fontana       | Italia                |
| 4         | Jasper Johns        | Stati Uniti d'America |
| 5         | Claes Oldenburg     | Stati Uniti d'America |

### Kunstkompass 1971
| Posizione | Nome                | Nazione               | Posizione precedente e variazioni eventuali |
| --------- | ------------------- | --------------------- | ------------------------------------------- |
| 1         | Robert Rauschenberg | Stati Uniti d'America | 1                                           |
| 2         | Claes Oldenburg     | Stati Uniti d'America | (5)                                         |
| 3         | Jasper Johns        | Stati Uniti d'America | (4)                                         |
| 4         | Jean Tinguely       | Svizzera              | (6)                                         |
| 5         | Yves Klein          | Francia               | (8)                                         |

### Kunstkompass 1976
| Posizione | Nome                | Nazione               | Posizione precedente e variazioni eventuali |
| --------- | ------------------- | --------------------- | ------------------------------------------- |
| 1         | Robert Rauschenberg | Stati Uniti d'America |                                             |
| 2         | Andy Warhol         | Stati Uniti d'America |                                             |
| 3         | Claes Oldenburg     | Stati Uniti d'America |                                             |
| 4         | Jasper Johns        | Stati Uniti d'America |                                             |
| 5         | Joseph Beuys        | Germania              |                                             |

### Kunstkompass 1977
| Posizione | Nome                | Nazione               | Posizione precedente e variazioni eventuali |
| --------- | ------------------- | --------------------- | ------------------------------------------- |
| 1         | Robert Rauschenberg | Stati Uniti d'America | 1                                           |
| 2         | Joseph Beuys        | Germania              | (5)                                         |
| 3         | Claes Oldenburg     | Stati Uniti d'America | 3                                           |
| 4         | Andy Warhol         | Stati Uniti d'America | (2)                                         |
| 5         | Jasper Johns        | Stati Uniti d'America | (4)                                         |

### Kunstkompass 1989
| Posizione | Nome               | Attività valutata | Nazione               | Posizione precedente e variazioni eventuali |
| --------- | ------------------ | ----------------- | --------------------- | ------------------------------------------- |
| 1         | Georg Baselitz     | Pittura           | Germania              |                                             |
| 2         | Frank Stella       | Pittura           | Stati Uniti d'America |                                             |
| 3         | Gerhard Richter    | Pittura           | Germania              |                                             |
| 4         | Francesco Clemente | Pittura           | Italia                |                                             |
| 5         | Anselm Kiefer      | Pittura           | Germania              |                                             |

### Kunstkompass 1990
| Posizione | Nome            | Attività valutata | Nazione               | Posizione precedente e variazioni eventuali |
| --------- | --------------- | ----------------- | --------------------- | ------------------------------------------- |
| 1         | Georg Baselitz  | Pittura           | Germania              | 1                                           |
| 2         | Gerhard Richter | Pittura           | Germania              | (3)                                         |
| 3         | Frank Stella    | Pittura           | Stati Uniti d'America | (2)                                         |
| 4         | Bruce Nauman    | Arte processuale  | Stati Uniti d'America | (7)                                         |
| 5         | Mario Merz      | Arte povera       | Italia                | (11)                                        |

### Kunstkompass 1994
| Posizione | Nome            | Attività valutata | Nazione               | Posizione precedente e variazioni eventuali |
| --------- | --------------- | ----------------- | --------------------- | ------------------------------------------- |
| 1         | Bruce Nauman    | Arte processuale  | Stati Uniti d'America |                                             |
| 2         | Gerhard Richter | Pittura           | Germania              |                                             |
| 3         | Sigmar Polke    | Pittura           | Germania              |                                             |
| 4         | Georg Baselitz  | Pittura           | Germania              |                                             |
| 5         | Nam June Paik   | Videoarte         | Corea                 |                                             |

### Kunstkompass 1995
| Posizione | Nome                | Attività valutata | Nazione               | Posizione precedente e variazioni eventuali |
| --------- | ------------------- | ----------------- | --------------------- | ------------------------------------------- |
| 1         | Bruce Nauman        | Arte processuale  | Stati Uniti d'America | 1                                           |
| 2         | Gerhard Richter     | Pittura           | Germania              | 2                                           |
| 3         | Sigmar Polke        | Pittura           | Germania              | 3                                           |
| 4         | Georg Baselitz      | Pittura           | Germania              | 4                                           |
| 5         | Christian Boltanski |                   | Francia               | (6)                                         |

### Kunstkompass 2000
| Posizione | Nome              | Attività valutata   | Nazione               | Posizione precedente e variazioni eventuali |
| --------- | ----------------- | ------------------- | --------------------- | ------------------------------------------- |
| 1         | Sigmar Polke      | Pittura             | Germania              |                                             |
| 2         | Gerhard Richter   | Pittura             | Germania              |                                             |
| 3         | Bruce Nauman      | Scultura, Videoarte | Stati Uniti d'America |                                             |
| 4         | Rosemarie Trockel | Arte concettuale    | Germania              |                                             |
| 5         | Pipilotti Rist    | Videoarte           | Svizzera              |                                             |

### Kunstkompass 2001
| Posizione | Nome              | Attività valutata   | Nazione               | Posizione precedente e variazioni eventuali |
| --------- | ----------------- | ------------------- | --------------------- | ------------------------------------------- |
| 1         | Sigmar Polke      | Pittura             | Germania              | 1                                           |
| 2         | Gerhard Richter   | Pittura             | Germania              | 2                                           |
| 3         | Bruce Nauman      | Scultura, Videoarte | Stati Uniti d'America | 3                                           |
| 4         | Rosemarie Trockel | Arte concettuale    | Germania              | 4                                           |
| 5         | Illja Kabakov     | Installazioni       | Russia                | (11)                                        |

### Kunstkompass 2002
Fonte: G+J.
| Posizione | Nome              | Nazione               | Posizione precedente e variazioni eventuali |
| --------- | ----------------- | --------------------- | ------------------------------------------- |
| 1         | Sigmar Polke      | Germania              | 1                                           |
| 2         | Gerhard Richter   | Germania              | 2                                           |
| 3         | Bruce Nauman      | Stati Uniti d'America | 3                                           |
| 4         | Rosemarie Trockel | Germania              | 4                                           |
| 5         | Cindy Sherman     | Stati Uniti d'America | (6)                                         |

### Kunstkompass 2003
Fonte: Presseportal.
| Posizione | Nome              | Nazione                        | Posizione precedente e variazioni eventuali |
| --------- | ----------------- | ------------------------------ | ------------------------------------------- |
| 1         | Sigmar Polke      | Germania                       | 1                                           |
| 2         | Gerhard Richter   | Germania                       | 2                                           |
| 3         | Bruce Nauman      | Stati Uniti d'America          | 3                                           |
| 4         | Rosemarie Trockel | Germania                       | 4                                           |
| 5         | Louise Bourgeois  | Francia, Stati Uniti d'America | (7)                                         |

### Kunstkompass 2004
Fonte: Presseportal.
| Posizione | Nome              | Nazione               | Posizione precedente e variazioni eventuali |
| --------- | ----------------- | --------------------- | ------------------------------------------- |
| 1         | Gerhard Richter   | Germania              | (2)                                         |
| 2         | Sigmar Polke      | Germania              | (1)                                         |
| 3         | Bruce Nauman      | Stati Uniti d'America | 3                                           |
| 4         | Rosemarie Trockel | Germania              | 4                                           |
| 5         | Louise Bourgeois  | Stati Uniti d'America | 5                                           |

### Kunstkompass 2005
Fonte: Presseportal.
| Posizione | Nome              | Attività valutata          | Nazione               | Posizione precedente e variazioni eventuali |
| --------- | ----------------- | -------------------------- | --------------------- | ------------------------------------------- |
| 1         | Gerhard Richter   | Pittura                    | Germania              | 1                                           |
| 2         | Sigmar Polke      | Pittura                    | Germania              | 2                                           |
| 3         | Bruce Nauman      | Arte oggettuale, Videoarte | Stati Uniti d'America | 3                                           |
| 4         | Rosemarie Trockel | Arte concettuale           | Germania              | 4                                           |
| 5         | Louise Bourgeois  | Scultura                   | Stati Uniti d'America | 5                                           |

### Kunstkompass 2006
Fonte: Presseportal.
| Posizione | Nome              | Attività valutata          | Nazione                       | Posizione precedente e variazioni eventuali |
| --------- | ----------------- | -------------------------- | ----------------------------- | ------------------------------------------- |
| 1         | Gerhard Richter   | Pittura                    | Germania                      | 1                                           |
| 2         | Bruce Nauman      | Arte oggettuale, Videoarte | Stati Uniti d'America         | (3)                                         |
| 3         | Sigmar Polke      | Pittura                    | Germania                      | (2)                                         |
| 4         | Rosemarie Trockel | Arte concettuale           | Germania                      | 4                                           |
| 5         | Louise Bourgeois  | Scultura                   | Francia/Stati Uniti d'America | 5                                           |

Il numero medio di opere vendute da ciascun artista fra il 1987 e il 2006 è 145; le vendite presso Sotheby's e Christie's rappresentano il 33% per ciascuna delle due case d'aste.

### Kunstkompass 2007
Fonte: Manager Magazin.
| Posizione | Nome              | Attività valutata          | Nazione                       | Posizione precedente e variazioni eventuali |
| --------- | ----------------- | -------------------------- | ----------------------------- | ------------------------------------------- |
| 1         | Gerhard Richter   | Pittura                    | Germania                      | 1                                           |
| 2         | Bruce Nauman      | Arte oggettuale, Videoarte | Stati Uniti d'America         | 2                                           |
| 3         | Sigmar Polke      | Pittura                    | Germania                      | 3                                           |
| 4         | Rosemarie Trockel | Arte concettuale           | Germania                      | 4                                           |
| 5         | Louise Bourgeois  | Scultura                   | Francia/Stati Uniti d'America | 5                                           |

### Kunstkompass 2008
Fonte: Manager Magazin.
| Posizione | Nome              | Attività valutata          | Nazione               | Posizione precedente e variazioni eventuali |
| --------- | ----------------- | -------------------------- | --------------------- | ------------------------------------------- |
| 1         | Gerhard Richter   | Pittura                    | Germania              | 1                                           |
| 2         | Bruce Nauman      | Arte oggettuale, Videoarte | Stati Uniti d'America | 2                                           |
| 3         | Sigmar Polke      | Pittura                    | Germania              | 3                                           |
| 4         | Georg Baselitz    | Pittura                    | Germania              | (7)                                         |
| 5         | Rosemarie Trockel | Arte concettuale           | Germania              | (4)                                         |

### Kunstkompass 2009
Fonte: Manager Magazin.
| Posizione | Nome              | Attività valutata          | Nazione               | Posizione precedente e variazioni eventuali |
| --------- | ----------------- | -------------------------- | --------------------- | ------------------------------------------- |
| 1         | Georg Baselitz    | Pittura                    | Germania              | (4)                                         |
| 2         | Gerhard Richter   | Pittura                    | Germania              | (1)                                         |
| 3         | Bruce Nauman      | Arte oggettuale, Videoarte | Stati Uniti d'America | (2)                                         |
| 4         | Sigmar Polke      | Pittura                    | Germania              | (3)                                         |
| 5         | Maurizio Cattelan | Installazioni              | Italia                | (14)                                        |

### Kunstkompass 2010
Fonte: Manager Magazin.
| Posizione | Nome             | Attività valutata          | Nazione                       | Posizione precedente e variazioni eventuali |
| --------- | ---------------- | -------------------------- | ----------------------------- | ------------------------------------------- |
| 1         | Gerhard Richter  | Pittura                    | Germania                      | (2)                                         |
| 2         | Bruce Nauman     | Arte oggettuale, Videoarte | Stati Uniti d'America         | (3)                                         |
| 3         | Sigmar Polke     | Pittura                    | Germania                      | (4)                                         |
| 4         | Georg Baselitz   | Pittura                    | Germania                      | (1)                                         |
| 5         | Louise Bourgeois | Scultura                   | Francia/Stati Uniti d'America |                                             |

### Kunstkompass 2011
Fonte: Manager Magazin.
| Posizione | Nome            | Attività valutata          | Nazione               | Posizione precedente e variazioni eventuali |
| --------- | --------------- | -------------------------- | --------------------- | ------------------------------------------- |
| 1         | Gerhard Richter | Pittura                    | Germania              | 1                                           |
| 2         | Bruce Nauman    | Arte oggettuale, Videoarte | Stati Uniti d'America | 2                                           |
| 3         | Georg Baselitz  | Pittura                    | Germania              | (4)                                         |
| 4         | Cindy Sherman   | Fotografia                 | Stati Uniti d'America |                                             |
| 5         | Anselm Kiefer   | Pittura                    | Germania              |                                             |

### Kunstkompass 2012
Fonte: artinfo24.com.
| Posizione | Nome              | Attività valutata          | Nazione                       | Posizione precedente e variazioni eventuali |
| --------- | ----------------- | -------------------------- | ----------------------------- | ------------------------------------------- |
| 1         | Gerhard Richter   | Pittura                    | Germania                      | 1                                           |
| 2         | Bruce Nauman      | Arte oggettuale, Videoarte | Stati Uniti d'America         | 2                                           |
| 3         | Georg Baselitz    | Pittura                    | Germania                      | 3                                           |
| 4         | Rosemarie Trockel | Arte oggettuale, Grafica   | Germania                      | (6)                                         |
| 5         | Louise Bourgeois  | Scultura                   | Francia/Stati Uniti d'America |                                             |

### Kunstkompass 2013
Fonte: artinfo24.com.
| Posizione | Nome              | Attività valutata          | Nazione               | Posizione precedente e variazioni eventuali |
| --------- | ----------------- | -------------------------- | --------------------- | ------------------------------------------- |
| 1         | Gerhard Richter   | Pittura                    | Germania              | 1                                           |
| 2         | Bruce Nauman      | Arte oggettuale, Videoarte | Stati Uniti d'America | 2                                           |
| 3         | Rosemarie Trockel | Arte oggettuale, Grafica   | Germania              | (4)                                         |
| 4         | Georg Baselitz    | Pittura                    | Germania              | (3)                                         |
| 5         | Cindy Sherman     | Fotografia                 | Stati Uniti d'America | 5                                           |

### Kunstkompass 2014 e 2015
Fonti: Manager Magazin e artinfo24.com.
| Posizione | Nome              | Attività valutata          | Nazione               | Posizione precedente e variazioni eventuali |
| --------- | ----------------- | -------------------------- | --------------------- | ------------------------------------------- |
| 1         | Gerhard Richter   | Pittura                    | Germania              | 1                                           |
| 2         | Bruce Nauman      | Arte oggettuale, Videoarte | Stati Uniti d'America | 2                                           |
| 3         | Rosemarie Trockel | Arte oggettuale, Grafica   | Germania              | 3                                           |
| 4         | Georg Baselitz    | Pittura                    | Germania              | 4                                           |
| 5         | Cindy Sherman     | Fotografia                 | Stati Uniti d'America | 5                                           |

### Kunstkompass 2016
Fonte: MDR Kultur.
| Posizione | Nome              | Attività valutata          | Nazione               | Posizione precedente e variazioni eventuali |
| --------- | ----------------- | -------------------------- | --------------------- | ------------------------------------------- |
| 1         | Gerhard Richter   | Pittura                    | Germania              | 1                                           |
| 2         | Bruce Nauman      | Arte oggettuale, Videoarte | Stati Uniti d'America | 2                                           |
| 3         | Rosemarie Trockel | Arte oggettuale, Grafica   | Germania              | 3                                           |
| 4         | Georg Baselitz    | Pittura                    | Germania              | 4                                           |
| 5         | Cindy Sherman     | Fotografia                 | Stati Uniti d'America | 5                                           |

### Kunstkompass 2017
Fonte: Artfacts.Net.
| Posizione | Nome            | Nazione               | Posizione precedente e variazioni eventuali |
| --------- | --------------- | --------------------- | ------------------------------------------- |
| 1         | Bruce Nauman    | Stati Uniti d'America | (2)                                         |
| 2         | Gerhard Richter | Germania              | (1)                                         |
| 3         | Cindy Sherman   | Stati Uniti d'America | (5)                                         |
| 4         | John Baldessari | Stati Uniti d'America |                                             |
| 5         | Ed Ruscha       | Stati Uniti d'America |                                             |

### Elenco perenne
Lista degli "Intramontabili":
1. Joseph Beuys
2. Andy Warhol
3. Sigmar Polke
4. Louise Bourgeois
5. Martin Kippenberger